# Poura
Poura è un dipartimento del Burkina Faso classificato come comune, situato nella Provincia  di Balé, facente parte della Regione di Boucle du Mouhoun.
Il dipartimento si compone del capoluogo e di altri 7 villaggi: Basnéré, Darsalam, Kankélé, Mouhoun III, Poura-village, Pig-poré e Toécin.